# Cornaille
La cornaille est un objet traditionnel en bois représentant une vache stylisée, réalisé à partir de la fourche d'une branche d’arbre dans le sud des Alpes. Au pluriel, cornailles figure un chapeau à cornes.

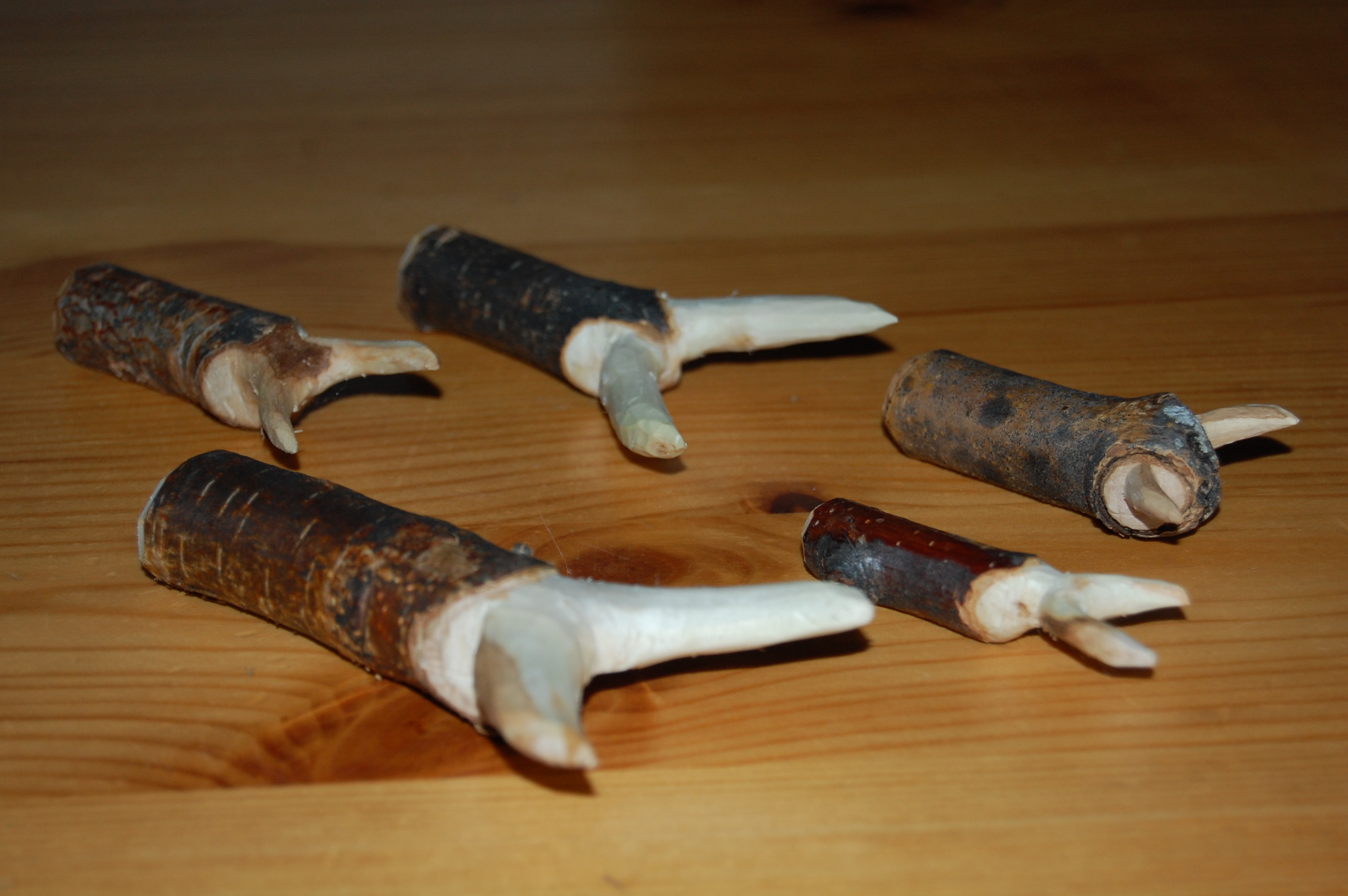
Troupeau de cornailles valdôtaines.

## Origines
Le mot provient de cornaye ou cornalye en patois valdôtain, cornaglie en italien.
À l’origine très ancienne, la cornaille (ou vatse de bouque, "vache de bois" en patois valdôtain) est un jouet rustique de la tradition montagnarde, devenu aujourd'hui une partie intégrante du patrimoine artisanal de la Vallée d’Aoste, mais dont la structure n'a pas changé au cours des siècles.
« ...magnifiques dans leurs lignes essentielles, jouets pauvres d’une époque lointaine, [les cornailles] nous rappellent les célèbres formes préhistoriques des gravures rupestres des Alpes occidentales.  »
En octobre 2011, un vase antique a été découvert à Châtillon, dont le bord était décoré d'une file de cornailles en terre cuite.
« ...C'est pourquoi, [ces objets] offrent un intérêt scientifique indiscutable de par le fait qu'ils sont une survivance de ceux qui remontent à la préhistoire.  »

## Jouet du milieu montagnard
Répandu auprès des enfants du monde rural et alpestre, plus particulièrement valdôtain, les cornailles constituent le reflet ludique du milieu de vie. Dans une société agro-pastorale, les enfants avaient besoin de jeux et de jouets avec lesquels pouvoir imiter le travail et la vie des adultes.
Les cornailles sont taillées au couteau dans des essences communes et faciles à travailler. Leur réalisation occupait le temps libre des gardiens de troupeaux en alpage ou des jeunes garçons, avec les conseils ou l'aide directe des plus grands.
Naturellement pointues, fortement stylisées, parfois surdimensionnées, les cornes sont l'élément fondamental de l’objet.
« ... les proportions sont plutôt arbitraires, les cornes couvrent en grosseur et longueur le moignon ratatiné qui devrait être le corps de l'animal, dépourvu de tête et de membres, mais ces détails ne comptent pas, l'essentiel est qu'il y ait les cornes bien développées.  »
Le dessous peut être écorcé et raboté, pour permettre à la cornaille de glisser, laissant aussi la possibilité d'y graver le nom de la vache représentée.
Les cornailles sont créées pour jouer (joa di cornalye, jeu de vaches), pour être poussées l'une contre l'autre.
À l'image des batailles de reines (bataille de vatse en patois valdôtain), les cornailles peuvent être organisées en catégories et simuler les combats traditionnels.
Elles peuvent aussi tout simplement être menées aux pâturages, à l'abreuvoir ou conduites à l'étable, en file ou en troupeau, comme dans la vraie vie pastorale.
« [Le troupeau (lo troupi)] est formé de cinq morceaux qu'on mettait facilement dans sa poche et qu'on avait sous la main en toutes occasions, même sous les bancs de l'école. »

## Objet d'artisanat
Aujourd’hui, cet ancien jouet de la civilisation montagnarde a perdu toute sa signification ludique originale. 
Ces jouets archaïques, lentement abandonnés,  ont cependant continué à être fabriqués pour devenir des bibelots ou des objets de collection pour les goûts les plus raffinés.
La cornaille fait ainsi l'objet d'un regain d'attention de la part des artisans valdôtains.
Lors de la Foire de Saint-Ours de l'année 2000, le traditionnel pendentif destiné aux artisans exposants représentait une cornaille.

## Marque d'infamie
En 1326, sous Jean XXII, le concile d'Avignon, rappelant celui de Latran de 1215, impose à nouveau le port de la rouelle aux Juifs de plus de quatorze ans et les « cornailles » qui figure un chapeau à cornes aux Juives de plus de douze ans,.

## Où voir des cornailles?
- Collections muséales :
  - Le Musée de l'artisanat valdôtain de tradition propose dans ses collections un bel ensemble de cornailles, présentées sous la forme d’un troupeau montant à l’alpage.
  - Le Museo Mucca (MUMU) propose une collection importante de cornailles
- Iconographies :
  - Sur les affiches :
    - de la Foire annuelle de Saint-Ours figurent régulièrement des cornailles, notamment en 2000 et 2001.
    - de la Foire d'été, par exemple en 2010
    - de la Fête annuelle de la Pomme d'Antey-Saint-André, ici en 2010
- Audiovisuel :
  - ArchivAlp propose des séquences filmées sur le travail des artisans valdôtains, dont plusieurs montrent la réalisation de cornailles. Parmi celles-ci :
    - Monsieur Cerise
    - Art pastoral
- Dans certains des ouvrages cités en références ci-dessous (e.a. Gibelli, 2004 ; Daudry, 2007 ; Daudry, 1990 ; Preiswerk & Crettaz, 1986[12]).